# Рафалівська селищна рада
Рафа́лівська се́лищна ра́да — орган місцевого самоврядування в Володимирецькому районі Рівненської області. Адміністративний центр — селище міського типу Рафалівка.

## Загальні відомості
- Рафалівська селищна рада утворена в 1959 році.
- Територія ради: 12,262 км²
- Населення ради: 3 341 особа (станом на 1 січня 2011 року)

## Населені пункти
Селищній раді підпорядковані населені пункти:
- смт Рафалівка

## Склад ради
Рада складається з 20 депутатів та голови.
- Голова ради: Юсин Надія Василівна
- Секретар ради: Соломай Галина Іванівна

### Керівний склад попередніх скликань
| ПІБ                  | Основні відомості                                                | Дата обрання | Дата звільнення |
| -------------------- | ---------------------------------------------------------------- | ------------ | --------------- |
| Юсин Надія Василівна | Селищний голова, 1955 року народження, освіта вища, позапартійна | 26.03.2006   | 31.10.2010      |
| Юсин Надія Василівна | Селищний голова, 1955 року народження, освіта вища, позапартійна | 31.10.2010   |                 |

Примітка: таблиця складена за даними сайту Верховної Ради України

### Депутати
За результатами місцевих виборів 2010 року депутатами ради стали:

#### За суб'єктами висування
| Суб'єкт висування                 | Кількість обраних депутатів | %  |
| --------------------------------- | --------------------------- | -- |
| Політична партія «Сильна Україна» | 6                           | 30 |
| Самовисування                     | 6                           | 30 |
| Народна партія                    | 4                           | 20 |
| Комуністична партія України       | 2                           | 10 |
| Партія «Демократичний Союз»       | 1                           | 5  |
| Партія регіонів                   | 1                           | 5  |

#### За округами
| № округу                          | Прізвище, ім'я, по батькові     | Дата визнання обраним | Освіта                    | Партійна приналежність            | Відомості про обраного депутата                        |
| --------------------------------- | ------------------------------- | --------------------- | ------------------------- | --------------------------------- | ------------------------------------------------------ |
| Комуністична партія України       |                                 |                       |                           |                                   |                                                        |
| 11                                | Петрук Микола Петрович          | 05.11.2010            | Освіта середня спеціальна | член Комуністичної партії України | тимчасово не працює                                    |
| 12                                | Саворона Микола Власович        | 05.11.2010            | Освіта середня спеціальна | позапартійний                     | пенсіонер                                              |
| Народна Партія                    |                                 |                       |                           |                                   |                                                        |
| 10                                | Жук Валентина Володимирівна     | 05.11.2010            | Освіта вища               | член Народної партії              | ДП «Володимирецький лісгосп», майстер                  |
| 16                                | Матвійчук Олександр Сергійович  | 05.11.2010            | Освіта середня спеціальна | член Народної партії              | ДП «Володимирецький лісгосп», майстер                  |
| 17                                | Робейко Ольга Сергіївна         | 05.11.2010            | Освіта вища               | член Народної партії              | ДП «Володимирецький лісгосп», інженер                  |
| 20                                | Грицкевич Надія Максимівна      | 05.11.2010            | Освіта вища               | позапартійна                      | ЦДЮМ, керівник                                         |
| Партія «Демократичний Союз»       |                                 |                       |                           |                                   |                                                        |
| 14                                | Вакулік Людмила Сергіївна       | 05.11.2010            | Освіта вища               | позапартійна                      | загальноосвітня школа-інтернат, вихователь             |
| Партія регіонів                   |                                 |                       |                           |                                   |                                                        |
| 7                                 | Журбич Ніна Андріївна           | 05.11.2010            | Освіта незакінчена вища   | член Партії регіонів              | ТзОВ Юлія, бармен                                      |
| Політична партія «Сильна Україна» |                                 |                       |                           |                                   |                                                        |
| 1                                 | Похила Світлана Сергіївна       | 05.11.2010            | Освіта середня спеціальна | позапартійна                      | Рафалівська селищна рада, бухгалтер                    |
| 2                                 | Решетицька Олена Антонівна      | 05.11.2010            | Освіта середня спеціальна | позапартійна                      | тимчасово не працює                                    |
| 3                                 | Рубець Валентина Володимирівна  | 05.11.2010            | Освіта середня спеціальна | позапартійна                      | Рафалівська селищна рада, діловод                      |
| 4                                 | Абрамович Світлана Миколаївна   | 05.11.2010            | Освіта середня спеціальна | позапартійна                      | КБ «Приватбанк», касир                                 |
| 8                                 | Шмирко Світлана Сергіївна       | 05.11.2010            | Освіта середня спеціальна | позапартійна                      | Рафалівська селищна рада, інспектор військового обліку |
| 13                                | Соломай Галина Іванівна         | 05.11.2010            | Освіта середня спеціальна | позапартійна                      | Рафалівська селищна рада, секретар                     |
| Самовисування                     |                                 |                       |                           |                                   |                                                        |
| 5                                 | Джус Галина Василівна           | 05.11.2010            | Освіта вища               | позапартійна                      | загальноосвітня школа-інтернат, заступник директора    |
| 6                                 | Бабецька Наталія Степанівна     | 05.11.2010            | Освіта незакінчена вища   | позапартійна                      | териториальний центр, соціальний працівник             |
| 9                                 | Каганець Анатолій Леонтійович   | 05.11.2010            | Освіта середня спеціальна | позапартійний                     | приватний підприємець                                  |
| 15                                | Бондар Сергій Павлович          | 05.11.2010            | Освіта вища               | позапартійний                     | пенсіонер                                              |
| 18                                | Сухачова Людмила Іванівна       | 05.11.2010            | Освіта вища               | позапартійна                      | приватний підприємець                                  |
| 19                                | Бачинська Наталія Олександрівна | 05.11.2010            | Освіта вища               | позапартійна                      | загальноосвітня школа-інтернат, вихователь             |